# 杜氏马先蒿
杜氏马先蒿（学名：[Pedicularis duclouxii] 错误：{{Lang}}：文本有斜体标记（帮助））为列当科马先蒿属的植物，是中国的特有植物。分布于中国大陆的四川、云南等地，生长于海拔3,400米至4,300米的地区，多生于禾草坡及林下，目前尚未由人工引种栽培。